# Rapides de Priest

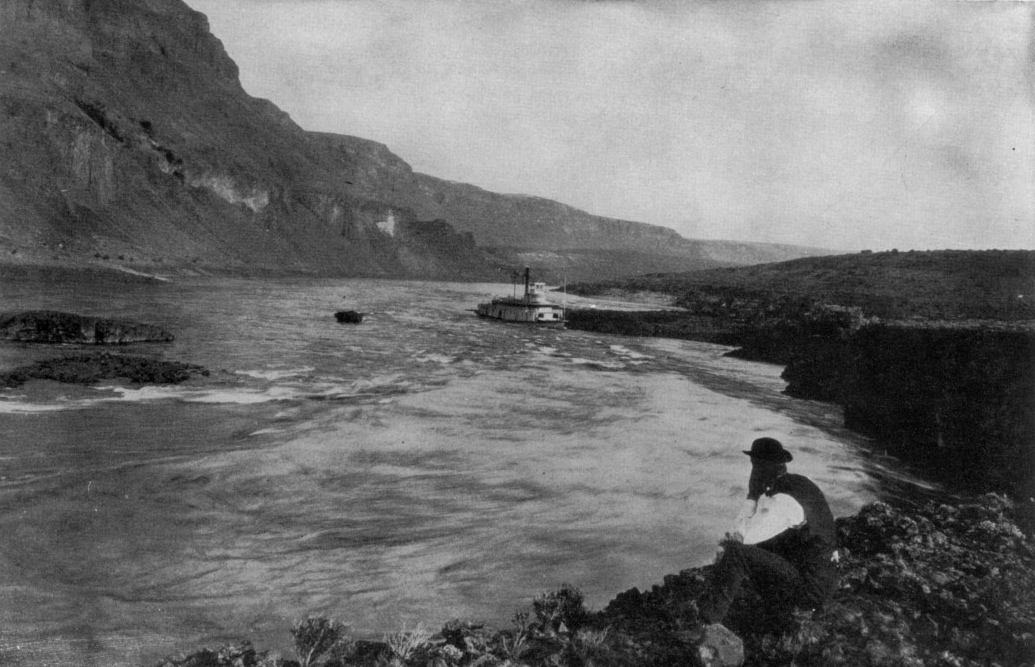
Le bateau à vapeur John Gates dans les rapides de Priest en 1884.

Les rapides de Priest (en anglais : Priest Rapids) étaient une zone de rapides sur le cours du fleuve Columbia au nord-ouest des États-Unis dans l'État de Washington. Le fleuve descendait alors un dénivelé d'environ six mètres sur une courte distance. Ces rapides disparurent dans les années 1950 à la suite de la création du barrage des rapides de Priest.